# Dōshitemo Furetakunai
Dōshitemo Furetakunai (どうしても触れたくない lit. Sin importar qué, no quiero tocar?), también conocido como No Touching At All, es un manga de género yaoi escrito e ilustrado por Kou Yoneda. Fue serializado en la revista Craft de la editorial Taiyō Tōshō desde septiembre de 2008 y ha sido recopilado en un volumen tankōbon. Una película de acción en vivo fue estrenada el 31 de mayo de 2014, la cual fue protagonizada por Kōsuke Yonehara y Masashi Taniguchi.

## Argumento
Durante su primer día en su nuevo trabajo, Toshiaki Shima conoce a quien será su nuevo superior, Yōsuke Togawa, un hombre que aparenta ser grosero y malhumorado. Sin embargo, Shima queda cautivado por la amabilidad que se esconde bajo la fachada ruda de Togawa. Ambos hombres esconden un pasado doloroso, pero a diferencia de Togawa, quien es abierto con sus sentimientos, Shima se encuentra atascado en el pasado y no parece poder avanzar.

## Personajes
Toshiaki Shima (嶋 俊亜紀 Shima Toshiaki?)
Voz por: Kenji Nojima (CD drama)
Un joven reservado e introvertido que casi nunca muestra ningún tipo de emoción. Se ha cerrado en sí mismo y ha dejado de creer en el amor debido a una mala experiencia vivida en su trabajo anterior. A pesar de esto, comienza a enamorarse de su colega, Togawa, quien realmente no es su tipo. No le gusta el olor a tabaco y alcohol, especialmente la cerveza. 
Yōsuke Togawa (外川 陽介 Togawa Yōsuke?)
Voz por: Hideo Ishikawa (CD drama)
El amante de Shima y exjefe de Onada. A primera vista aparenta ser alguien despreocupado y grosero, además de ser un fumador y bebedor empedernido. Sin embargo, en realidad es amable y gentil. Perdió a toda su familia, pero ha logrado superar su pasado y vive la vida con positividad.
Ryō Onoda (小野 田良 Onoda Ryō?)
Voz por: Toshiyuki Morikawa (CD drama)
Es el gerente de la sección de sistemas, un hombre amable y alegre. Sabe que Shima es gay y se secretamente estuvo enamorado de este.
Kanesaki (金崎?)
Voz por: Takashi Irie (CD drama)
Es el director de Ext y jefe de Togawa. Gran fumador. Intentó concretar un matrimonio arreglado entre Togawa y su hija.
Takada (高田?)
Voz por: Shōichi Matsuda (CD drama)
Es un trabajador del departamento de sistemas, subordinado de Togawa y colega de Shima.
Harumi Deguchi (出口 晴海 Deguchi Harumi?)
Voz por: Hirofumi Nojima (CD drama)
Es un compañero de trabajo en la anterior empresa de Shima, así como también un viejo amigo de Onoda. Es quien le cuenta a Onoda sobre lo sucedido con Shima y porque abandonó la empresa.